# 대구마라톤
대구마라톤(Daegu Marathon)은 대한민국의 대구광역시에서 개최된다. 
세계육상연맹(WA)이 12년 연속 '실버라벨' 대회로 인정한 국제 마라톤 대회이며, 2023년 부터 골드라벨 대회로 인정받고 있다.
종목은 엘리트 풀코스(42.195km)와 마스터즈[풀코스, 하프코스, 10km, 건강달리기(대략 5km)] 총 4종목으로 열리며, 2001년 1회 대회가 개최되어 2009년부터 국제대회로 격상됐다.
대구광역시와 대한육상연맹이 주최하며, 대구광역시체육회가 주관한다.
2001년 9월 23일 1회 대회(마스터즈 하프, 10km, 5km, 3km)를 개최한 후 매년 대회 규모가 성장하며, 2011 대구 세계육상선수권대회를 개최할 수 있는 계기가 되었다.
2009년 국제육상연맹(IAAF) 인증 대회로 처음 지정되었으며, 2013년부터 7년 간 실버라벨 대회로 공인받고, 2023년 대회부터 골드라벨 대회로 승격되었으며, 2025년 대회까지 3년 연속 골드라벨 대회로 지정되었다.
국내 최초이자 세계육상연맹(WA)이 공인하는 현재까지 국내에서 유일한 골드라벨 대회이다.
세계 최고 우승 상금을 걸고, 세계 8대 마라톤 대회로의 격상을 도모하고 있다.
2024년 대회부터(2025년 대회 상금 동일) 대구마라톤 우승자(1위/남녀 각각)에게 상금 16만 달러를 주는데, 이는 기존 세계 최고 상금을 지급하던 보스턴마라톤 15만 달러를 뛰어넘으며 현재 세계에서 상금이 가장 높은 대회 타이틀을 갖고 있다.
매년 2월 4번째 일요일 개최된다.
[2026 대구마라톤]
2026년 2월 22일 개최 예정이다.
[2025 대구마라톤]
2025년 2월 23일 09시 출발한다. (대구스타디움)
1위 상금은 16만 달러이나, 시상금 페널티 규정이 있어 남자부는 2시간 5분을 초과하여 13만 달러가 지급됐고, 대신 대회신기록 1만 달러가 지급됐다. 여자부는 2시간 21분을 초과하여 1위에게 10만 달러가 지급됐다.
2025년 대회는 엘리트 부문(정상급 엘리트 선수)과 마스터즈 부문 40,130명(풀코스 13,023명, 하프코스 6,924명, 10km 14,203명, 건강달리기 5,980명)으로 역대 최대 인원을 또다시 갱신했다.
특히, 마스터즈 부문은 국내 마라톤 중 2024년까지 최대 규모였던 서울마라톤을 뛰어넘는 최대 참가자 규모로 대한민국 4대 마라톤(동마, 제마, 춘마, 대마)을 넘어 세계 8대 메이저 마라톤을 목표로 하는 대구마라톤의 위상을 보여주고 있다.

## 과거 대회
GR: 대회 신기록(Game Record)
| 횟수   | 년도   | 남자 1위                      | 기록 (시:분:초) | 여자 1위                       | 기록 (시:분:초) |
| ------ | ------ | ----------------------------- | --------------- | ------------------------------ | --------------- |
| 제1회  | 2001년 |                               |                 |                                |                 |
| 제2회  | 2002년 | 신동역 (KOR)                  | (Half) 1:12:06  | 방경희 (KOR)                   | (Half) 1:30:43  |
| 제3회  | 2003년 | 김형락 (KOR)                  | (Half) 1:11:05  | 방경희 (KOR)                   | (Half) 1:28:34  |
| 제4회  | 2004년 | 김광호 (KOR)                  | (Half) 1:11:14  | 진애자 (KOR)                   | (Half) 1:29:54  |
| 제5회  | 2005년 | 김영복 (KOR)                  | (Half) 1:11:29  | 이정숙 (KOR)                   | (Half) 1:23:00  |
| 제6회  | 2006년 | 백정열 (KOR)                  | (Half) 1:12:17  | 박성순 (KOR)                   | (Half) 1:22:23  |
| 제7회  | 2007년 | 우효봉 (KOR)                  | 2:34:29         | 배정임 (KOR)                   | 3:00:18         |
| 제8회  | 2008년 | 이성운 (KOR)                  | 2:20:07         | 최경희 (KOR)                   | 2:37:50         |
| 제9회  | 2009년 | 지영준 (KOR)                  | 2:08:30(GR)     | 이에시 에세이아 (ETH)          | 2:30:44(GR)     |
| 제10회 | 2010년 | 데레사 침사 (ETH)             | 2:08:45         | 이에시 에세이아 (ETH)          | 2:29:17(GR)     |
| 제11회 | 2011년 | 유수프 손고샤 (KEN)           | 2:08:08(GR)     | 아세데 합타무 (ETH)            | 2:25:52(GR)     |
| 제12회 | 2012년 | 데이비드 키엥 (KEN)           | 2:07:57(GR)     | 알레미튜 아베라 (ETH)          | 2:24:57(GR)     |
| 제13회 | 2013년 | 아브라함 키프로티치 (KEN)     | 2:08:33         | 마가렛 아가이 (KEN)            | 2:23:28(AR)     |
| 제14회 | 2014년 | 예맨 트세게이 (ETH)           | 2:06:51(GR)     | 물루 세보카 (ETH)              | 2:25:23         |
| 제15회 | 2015년 | 걸메이 벌하누 (ETH)           | 2:07:26         | 메세레쉬 멜카무 (ETH)          | 2:27:24         |
| 제16회 | 2016년 | James Kipsang Kwambai (KEN)   | 2:10:46         | Caroline Cheptonui Kilel (KEN) | 2:27:39         |
| 제17회 | 2017년 | Mathew Kipkoech Kisorio (KEN) | 2:07:32         | Pamela Jepkosgei Rotich (KEN)  | 2:27:48         |
| 제18회 | 2018년 | Abraham KIPTUM (KEN)          | 2:06:29(GR)     | Janet Jelagat RONO (KEN)       | 2:28:01         |
| 제19회 | 2019년 |                               | 2:05:33(GR)     |                                | 2:28:10         |
| 제20회 | 2021년 |                               | (Half) 59:13    |                                | (Half) 1:08:21  |
| 제21회 | 2022년 |                               | 2:06:31         |                                | 2:21:56(GR)     |
| 제22회 | 2023년 |                               | 2:06:49         |                                | 2:25:44         |
| 제23회 | 2024년 | 스테픈 키프롭 (KEN)           | 2:07:04         | 루티 아가 소라 (ETH)           | 2:21:07(GR)     |
| 제24회 | 2025년 | 게브리엘 제럴드 게이          | 2:05:20(GR)     | 메세레 베레테 토라             | 2:24:08         |
| 제25회 | 2026년 |                               |                 |                                |                 |

## 대회 후원사 (2025년 기준)
- iM뱅크
- 크레텍
- 대성에너지(주)
- 농협
- 대구교통공사
- 대구도시개발공사
- 대구상공회의소
- 엑스코
- G&B그룹
- 한국산업기술기획평가원
- 대구FC
- 삼성 라이온즈
- 한국가스공사 페가수스

## 대회 협찬사 (2025년 기준)
- 허벌라이프
- 아미노바이탈
- 첫맛
- 롯데칠성음료
- 텍사스로드하우스
- 티웨이항공
- 링포텐
- 대구신세계
- 타이완관광청
- 영풍
- CGF